# Janssens tegen Peeters
Janssens tegen Peeters (Janssens contre Peeters) est un film belge réalisé et scénarisé par Jan Vanderheyden sorti en 1940. Le scénario est coscénarisé avec Edith Kiel, les acteurs sont des acteurs populaires comme Charles Janssens, Nand Buyl et, pour la première fois à l'écran, l'actrice Louisa Colpeyn qui incarne le rôle de Wieske Peeters.
C'est la première fois que Charles Janssens interprète le rôle principal dans un film.
Ce film connaîtra une suite par le même réalisateur, Janssens en Peeters dikke vrienden (titre français  : Janssens et Peeters réconciliés).